# Mijares
Mijares é um município da Espanha na província de Ávila, comunidade autónoma de Castela e Leão, de área 47,08 km² com população de 904 habitantes (2004) e densidade populacional de 19,20 hab/km².

## Localização
Localiza-se no sul da província de Ávila.
| Noroeste: Serranillos | Norte: Navarrevisca           | Nordeste: Villanueva de Ávila, Burgohondo |
| Oeste: Gavilanes      |                               | Este: Casavieja                           |
| Sudoeste: Gavilanes   | Sul: Sartajada, Navamorcuende | Sudeste: La Iglesuela                     |

## Demografia
| Variação demográfica do município entre 1991 e 2004 | Variação demográfica do município entre 1991 e 2004 | Variação demográfica do município entre 1991 e 2004 | Variação demográfica do município entre 1991 e 2004 |
| --------------------------------------------------- | --------------------------------------------------- | --------------------------------------------------- | --------------------------------------------------- |
| 1991                                                | 1996                                                | 2001                                                | 2004                                                |
| 1089                                                | 1031                                                | 916                                                 | 904                                                 |